# Bartramia rufescens
Bartramia rufescens är en bladmossart som beskrevs av Georg Ernst Ludwig Hampe 1874. Bartramia rufescens ingår i släktet äppelmossor, klassen egentliga bladmossor, divisionen bladmossor och riket växter. Inga underarter finns listade i Catalogue of Life.